# Oecetis graphata
Oecetis graphata är en nattsländeart som beskrevs av Wolfram Mey 1998. Oecetis graphata ingår i släktet Oecetis och familjen långhornssländor. Inga underarter finns listade i Catalogue of Life.